# Selangor
Selangor (Jawi: Arabă:سلاڠور) este un stat federal din Malaysia. Capitala acestuia este Shah Alam iar reședința sultanului se afla în Klang. Portul Klang este cel mai mare port internațional al Malaeziei.

## Geografie
Statul Selangor se află pe coasta de vest a peninsulei Malaysia, are o suprafață de 8.159 km² și înconjură teritoriile statelor Kuala Lumpur și Putrajaya. În Vest se învecinează cu strâmtoarea Malakka iar în est începând din nord cu statele Perak, Pahang und Negeri Sembilan.

## Istoria
Selangor a fost exact ca si teritoriile invecinate vasalul dinastiilor Srivijaya și Majapahit. După cucerirea sultanatului din Malakka în 1511 a devenit vasalul liniilor dinastice Riau și Johor. În 1896 împreuna cu alte trei teritorii malaezien formează Federația Statelor Malaeziene.

## Structura administrativă
Selangor cel mai poluat stat federal din Malaysia. El este împărțit în 9 districte:
- Klang
- Petaling (împreună cu Sultan Abdul Aziz Shah Airport)
- Sepang (împreună cu Kuala Lumpur International Airport)
- Kuala Selangor
- Sabak Bernam
- Hulu Langat
- Kuala Langat
- Hulu Selangor
- Gombak

Orașele Importante sunt:
- Shah Alam
- Petaling Jaya
- Klang
- Kajang
- Kuala Selangor
- Bangi
- Rawang
- Subang Jaya
- Port Klang (fostul port Swettenham)
- Sepang